# Hestrud
Hestrud é uma comuna francesa na região administrativa de Altos da França, no departamento do Norte. Estende-se por uma área de 6.09 km². Em 2010 a comuna tinha 296 habitantes (densidade: 48,6 hab./km²).